# Piet Toepoel
Pieter Maria Christoffel (Piet) Toepoel, bekend als P.M.C. Toepoel, (Amsterdam, 11 juli 1881 - Hilversum, 26 mei 1960) was een Nederlands bokser en kynoloog.

## Familie
Hij was zoon van Gerardina Jacoba van Garsten en winkelier Hendrik Daniël Toepoel, wonende in Utrechtsestraat 145. Hij was sinds 1896 halfwees; bij zijn militaire keuring (hij werd vrijgesteld vanwege broederdienst) was zijn vader al overleden. Hijzelf was tussen 1910 en 1916 getrouwd met Gerritdiena Johanna Ensink. Na de echtscheiding hertrouwde hij 1919 met Maria Louise van Rouveroy van Nieuwaal en woonde sindsdien in Villa Panta Rei in Laren grens Eemnes.

## Jeugd en boksen
Als basisopleiding genoot hij de middelbare school aan een gymnasium te Amsterdam; daarna volgde de Openbare Handelsschool (diploma 1900). Vanaf het derde jaar gymnasium; vijftien jaar, liet hij zich onder inspiratie van Henry Placké inschrijven bij een boksschool. Het resulteerde zijn bokskampioenschappen in 1902 (weltergewicht) en 1903 (middengewicht).
Hij had vanaf 1911 jarenlang (vermoedelijk tot 1936) een eigen sport- en boksschool (Toepoels Modelschool). Die school beperkte zich niet tot boksen, maar onderwees allerlei vormen van zelfverdediging, ook het toen in Nederland nieuwe jiujitsu. Hij gaf er les, trainde leerlingen, was jurylid etc. De bokswereld was toen nog niet (goed) georganiseerd en zo richtte hij samen met Guus Moussault (sportjournalist) en Johannes Martinus Coffeng (effectenmakelaar en amateurbokser) de Nederlandse Boksbond op, die in 1971 haar zestigjarig jubileum vierde. Midden jaren twintig is hij tevens te vinden als docent aan de Academie voor Lichamelijke Opvoeding in Amsterdam. 
Toepoel was niet alleen actief bokser, maar schreef er artikelen en boeken over. Het boksen (1920) en Weerbaar-Handleiding voor zelfverdediging (1935) zijn daar voorbeelden van. Opmerkelijk was dat Toepoel het professioneel boksen niet erg omarmde; hij had meer liefde voor het amateur- en vrouwenboksen.

## Honden
Al tijdens het (organiseren van) boksen trekt het dierenleed hem aan; hij was al jong vegetariër. Hij specialiseerde zich daarbij in het hondenras. Hij liet zich in Nederland en daarbuiten dikwijls inschakelen bij hondententoonstellingen en –wedstrijden, Ook in deze tak van “sport” schreef hij artikelen (in Het Vaderland) en boeken, die langere tijd als basisliteratuur golden (Hondenencyclopedie). Er volgde zelfs een film Mijnheer de Bruin zoekt een hond. Zijn werk in dit gebied zou hebben geleid tot de Vereniging voor Wettelijke Dierenbescherming, die actief werd in het bestrijden van werk dat de hond nog altijd voor de mens moest verrichten (denk aan trekhonden van schuiten en karren). Van zijn boeken kreeg in 1986 Kies je eigen hond (bekend als De Toepoel) met een beschrijving van 250 rassen een herdruk bij Luitingh. Zijn Onze honden kreeg in 1978 een achtste druk bij Kosmos, al kwamen sommige artikelen wel gedateerd over. Hij zou ervoor zorgen dat een schapendoes als apart ras werd bestempeld.

## Overlijden
Toepoel woonde in villa Panta Rei en overleed in 1960. Hij werd begraven op de Algemene Begraafplaats Laren. Volgens de overlijdensberichten in de Nederlandse pers (bijvoorbeeld Trouw en Het Vaderland; zijn overlijden was landelijk nieuws) was hij betrokken bij het Nederlands verzet in de Tweede Wereldoorlog in Het Gooi (Raad van Verzet te Laren, Hilversum, Eemnes).
In 1997 vernoemde de gemeente Den Haag een straat in de wijk Kraayenstein (sinds 2015 Kraayenstein en Vroondaal) naar hem: Piet Toepoelweg. In de wijk Kraayenstein zijn meerdere straten naar sporters vernoemd, zo ligt er de Aad Mansveldstraat (voetballer), Jan Hein Donnerstraat (schaker) en het Mien van Breepad (wielrenster).

## Louis Couperus
Een van de bezoekers van de sportschool in Den Haag in 1923 is schrijver Louis Couperus; die omschreef hem in Het Vaderland als “mijn gymnastisch en kinologisch adviseur”. Dat adviezen van kenners niet altijd het beoogde effect hebben is van toepassing op Couperus' nieuwe hondje Brinio die vanuit Eindhoven naar Toepoels sportschool werd gebracht. Toepoel zag enige genetische fouten bij het beestje, maar Couperus viel als een blok voor het hondje (halve krantenpagina met omschrijving).